# Гамбелл (аэропорт)
Аэропорт Гамбелл (англ. Gambell Airport, (ИАТА: GAM, ИКАО: PAGM, FAA LID: GAM)) — государственный гражданский аэропорт, расположенный в населённом пункте Гамбелл (Аляска), США.

## Операционная деятельность
Аэропорт Гамбелл занимает площадь в 81 гектар, расположен на высоте 8 метров над уровнем моря и эксплуатирует одну взлётно-посадочную полосу:
- 16/34 размерами 1372 х 29 метров с асфальтовым покрытием.